# Phare de Dyrhólaey
Le phare de Dyrhólaey (en islandais : Dyrhólaeyjarviti) est un phare situé sur la péninsule de Dyrhólaey, à l'ouest de Vík í Mýrdal, dans la région de Suðurland.